# Pedro Pascual Ros
Pedro Pascual Ros, né le 15 août 1915 à Buenos Aires (Argentine) et mort le 30 novembre 1997 à Lérida (Espagne), est un footballeur argentin qui jouait au poste d'attaquant dans les années 1930 et 1940.

## Biographie
Pedro Pascual rejoint l'équipe première du FC Barcelone en 1939. Auparavant, il avait joué dans les catégories inférieures du club. Il débute en match officiel le 8 octobre 1939 face au Badalona CF en championnat de Catalogne (victoire 2 à 1). Il joue son dernier match avec le Barça le 24 mars 1940 face au Real Saragosse en Liga (victoire 2 à 1, 17e journée). 
En une saison avec Barcelone, Pedro Pascual joue 11 matches officiels et marque 6 buts (dont 8 matchs et 4 buts au sein du championnat d'Espagne. Il joue aussi 12 matches non officiels, au cours desquels il marque 5 buts.
En 1940, il rejoint le Deportivo La Corogne, puis le Terrassa FC en 1941.
En 1942, il est recruté par l'UE Lleida. Il joue la saison 1943-1944 avec l'España Industrial, qui est à cette époque l'équipe filiale du FC Barcelone.
En 1944, il rejoint Mataró, où il met un terme à sa carrière.